# Palau de les Heures
Le Palau de les Heures (« Palacio de las hiedras » en espagnol), également connu sous le nom de Casa Gallart, est un palais situé dans le district de Horta-Guinardó à Barcelone. Il a été bâti entre 1894 et 1898 par l'architecte Augusto Font i Carreras. Il est actuellement le siège de la Fondation Bosch i Gimpera d'études universitaires, et est intégré dans le Campus de Mundet de l'Université de Barcelone.

## Description
Le palais se trouve au sud de la colline Turó de la Maria, dans la sierra de Collserola. En 1893 le site a été acquis par Josep Gallart Forgas, un indiano enrichi à Porto Rico, qui a commandé la construction du palais à Augusto Font i Carreras. Cet architecte a bâti un bâtiment dans le style du château à la française, avec quatre tours cylindriques à toits coniques et une lanterne dans sa partie centrale.
Le palais se trouve en haut d'un promontoire auquel on peut accéder par une série de terrasses jardinées, avec des rampes et balustrades du style des jardins à l'italienne de la Renaissance. Les jardins, dessinés par Adrià Piera, se structurent à chaque niveau autour de quelques bassins centraux , et autour sont disposés des parterres à la française entourés d'espèces comme des palmiers, magnolias et marronniers communs. Il y a aussi des rosiers et jardinières en terracota avec des geraniums. Les jardins ont été restaurés en 1999 par Patrizia Falcone et ouverts au public.

## Galerie

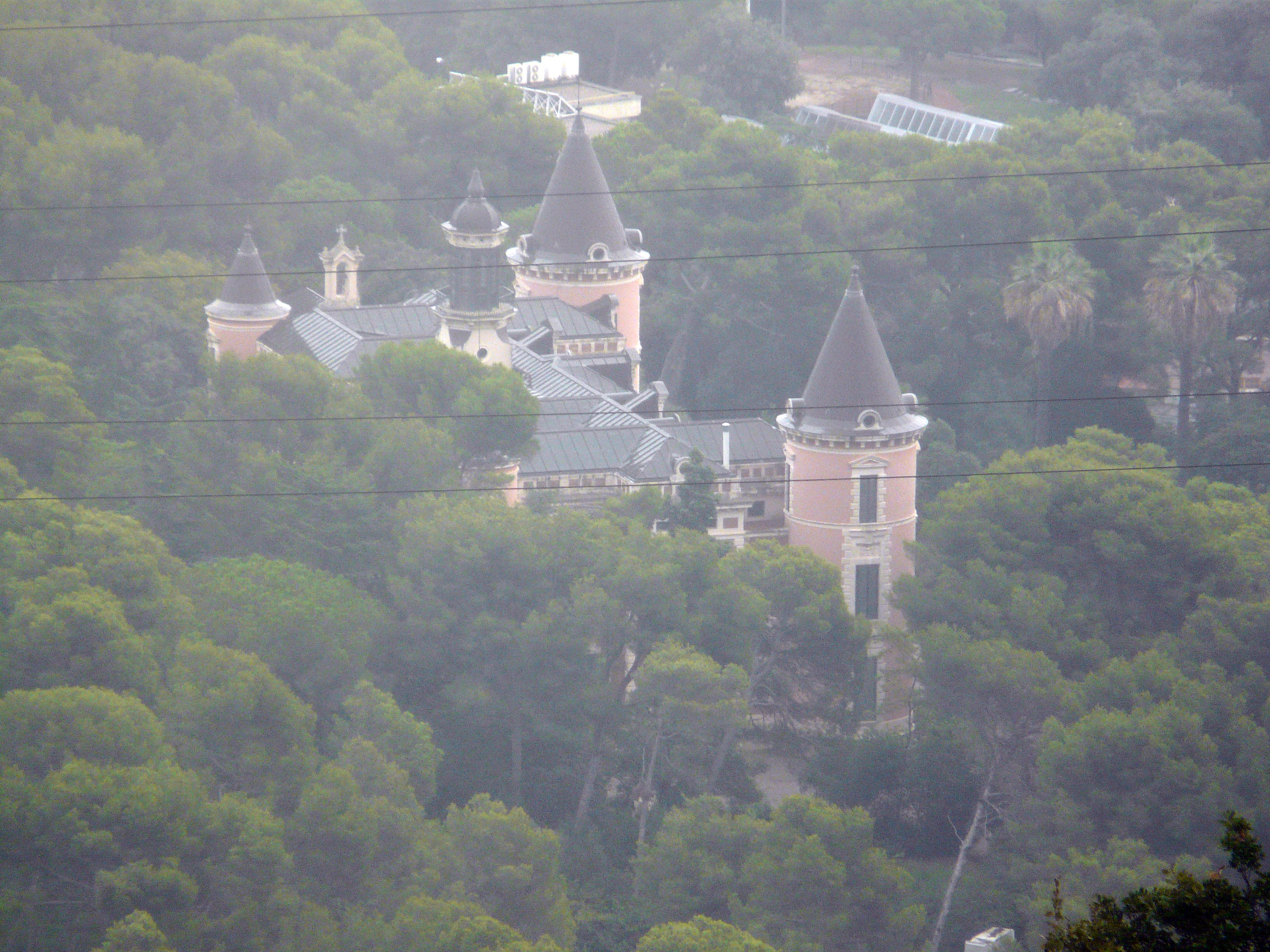
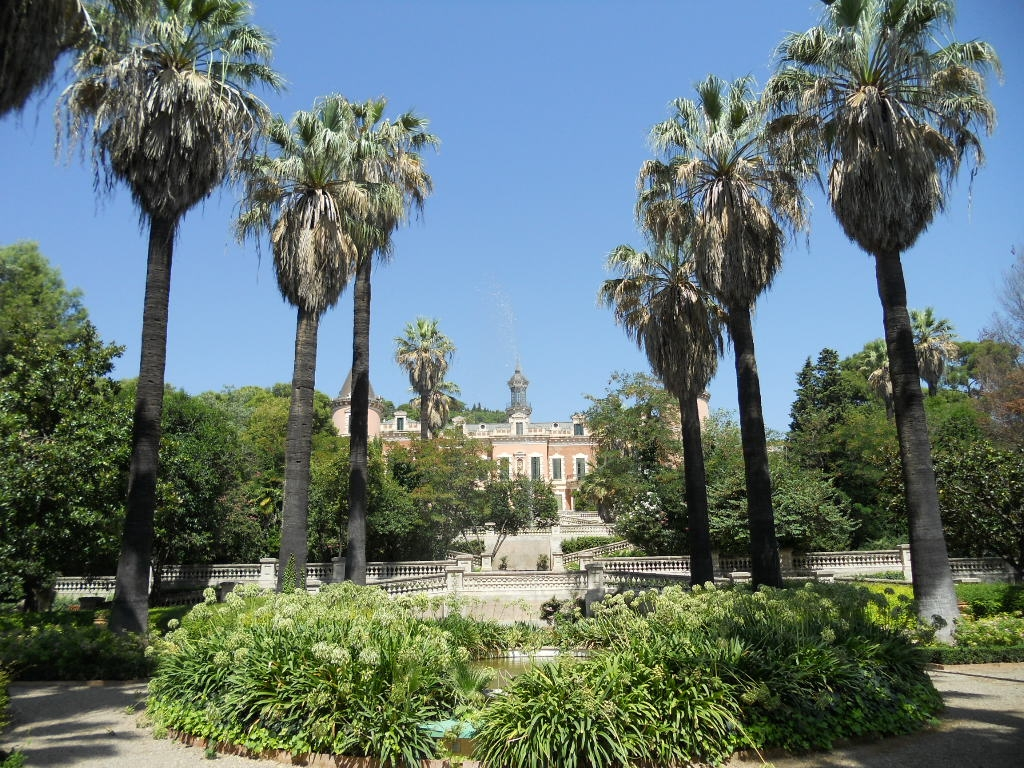
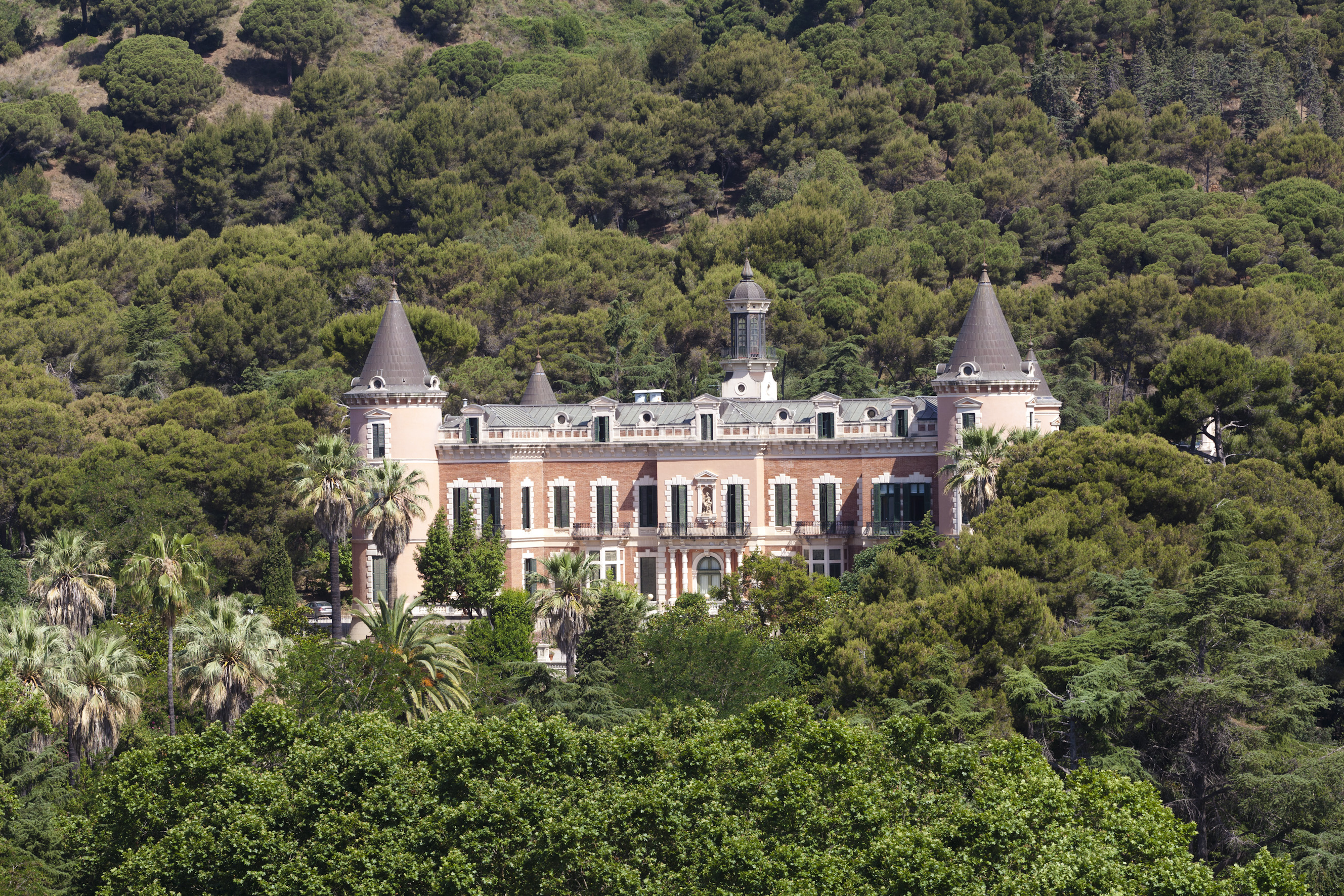
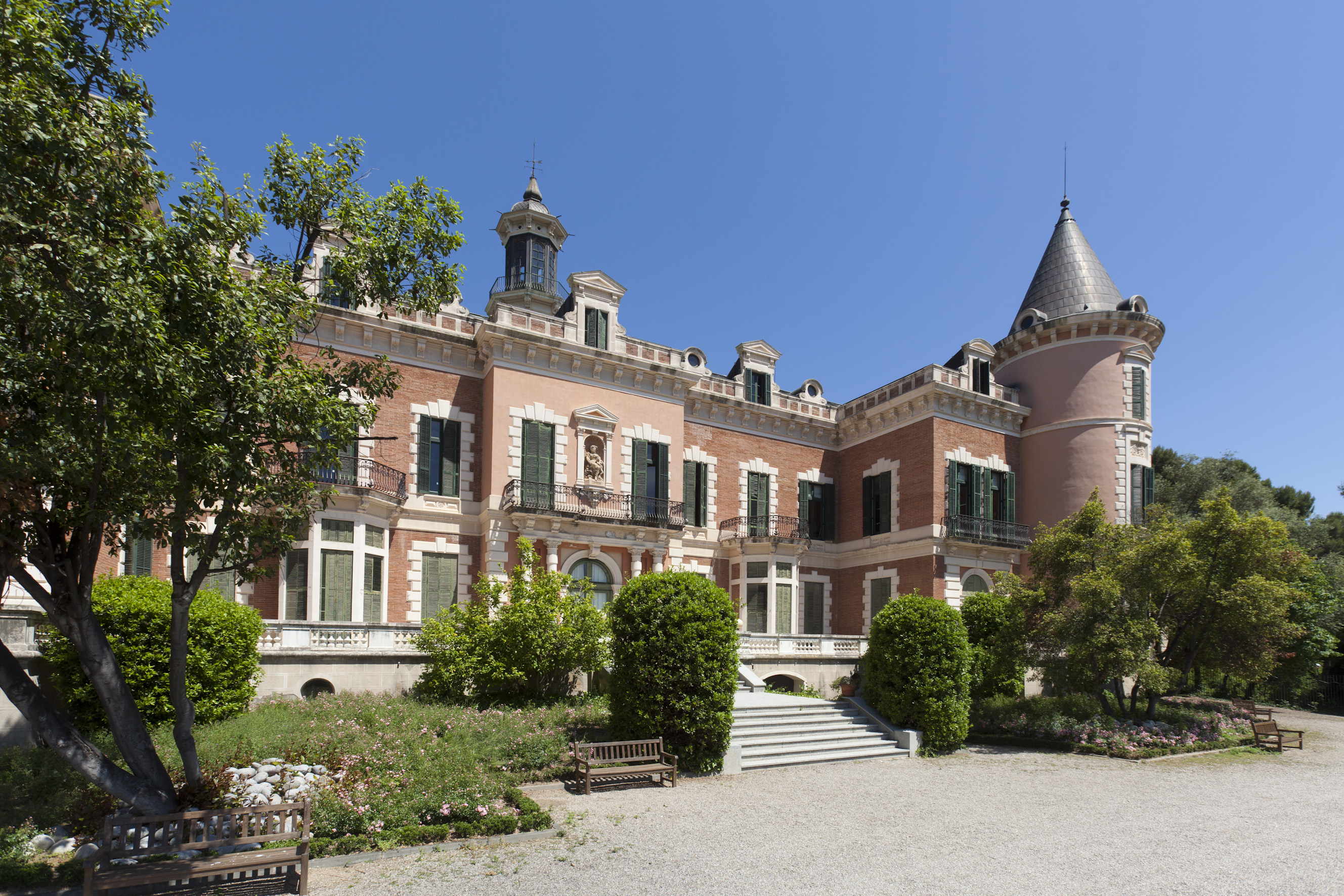
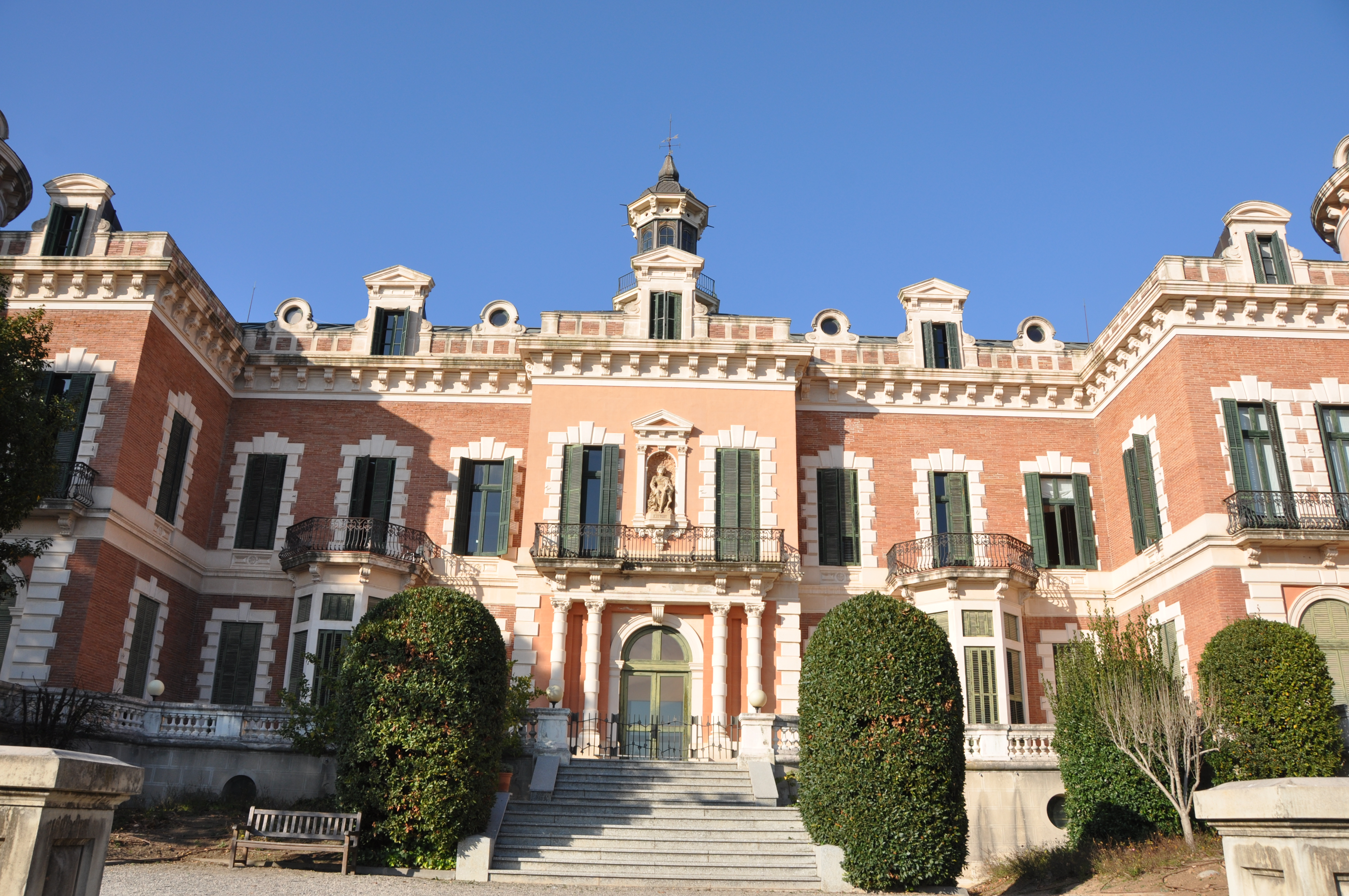
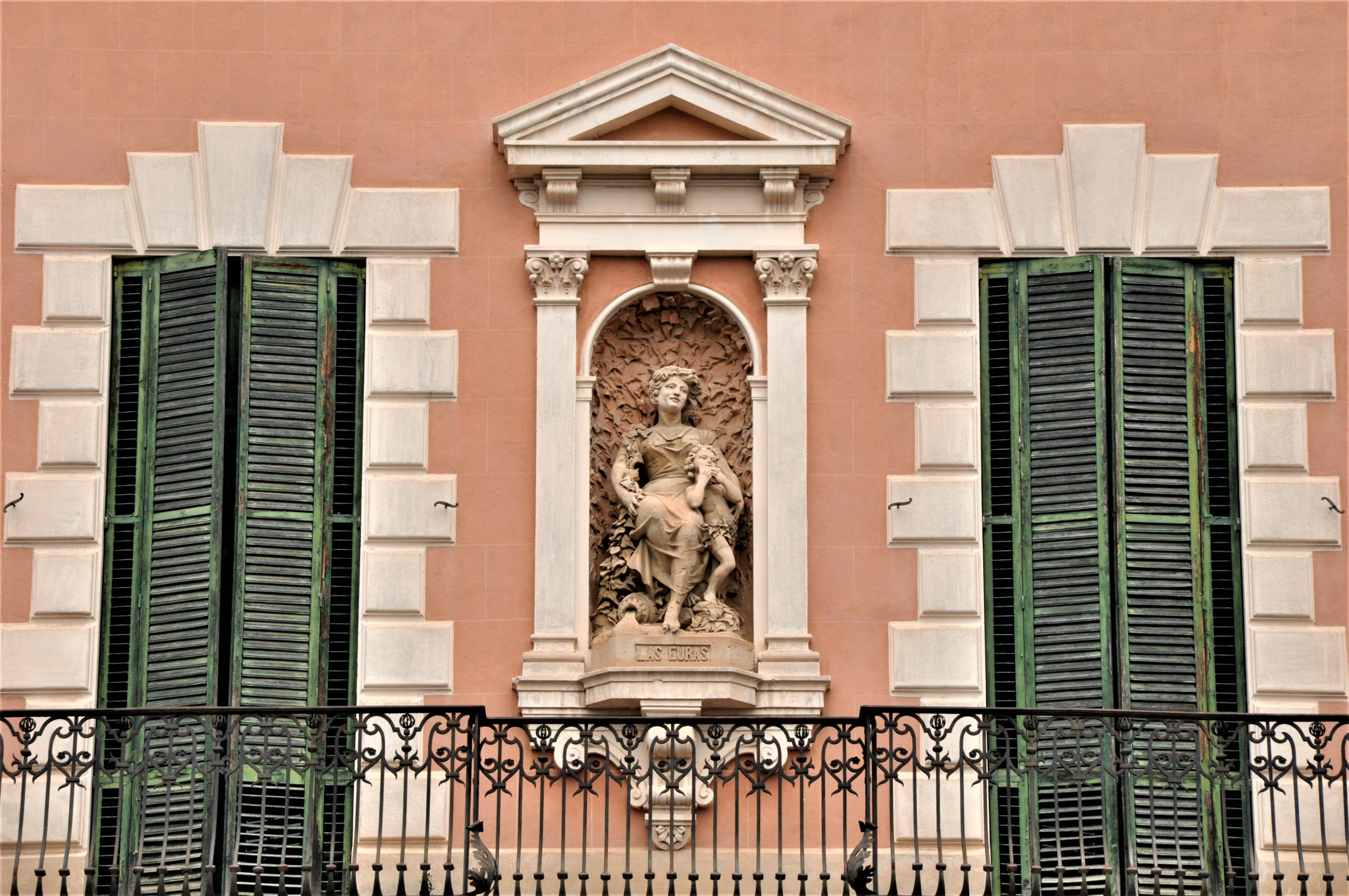